# Premis YoGa 2005
Els 16è Premis YoGa foren concedits al "pitjoret" de la producció cinematogràfica de 2004 per Catacric la nit del 30 de gener de 2005 "en un lloc cèntric de Barcelona" per un jurat anònim que ha tingut en compte les apreciacions, comentaris i suggeriments dels lectors de la seva web.

## Guardonats
| Secció           | Premi               | Nom                                                 | Guanyador                                          |
| ---------------- | ------------------- | --------------------------------------------------- | -------------------------------------------------- |
| Cinema estranger | Pitjor pel·lícula   | "Rouco y sus hermanos"                              | The Passion of the Christ                          |
| Cinema estranger | Pitjor director     | "Los hermanos Cara-mazo"                            | Ethan i Joel Coen, per The Ladykillers             |
| Cinema estranger | Pitjor actor        | "Aquí-les quiero ver"                               | Brad Pitt, per Troia i Ocean's Twelve              |
| Cinema estranger | Pitjor actriu       | "La fantasma que se opera"                          | Isabelle Adjani, per Bon Voyage                    |
| Cinema espanyol  | Pitjor pel·lícula   | "Pues va a ser que no"                              | Di que sí                                          |
| Cinema espanyol  | Pitjor direcció     | "¡Pues va a ser que sí?"                            | María Lidón, per Yo, puta                          |
| Cinema espanyol  | Pitjor actor        | "Una serie de catastróficas desdichas"              | Santiago Segura, "por TODO..."                     |
| Cinema espanyol  | Pitjor actriu       | "Lost in La Mancha"                                 | Gael García Bernal, per La mala educación          |
| Cinema espanyol  | Pitjor banda sonora | "Soplagaitas"                                       | Alejandro Amenábar, per Mar adentro                |
| Cinema espanyol  | Pitjor doblatge     | "¡Desdóblalo otra vez, Andrew!"                     | Doblatge de The Phantom of the Opera               |
| Especials        | Mención             | "Tod Browning (si es que sabe quién es)"            | Javier Cárdenas, per FBI: Frikis Buscan Incordiar  |
| Especials        | Autoestima          | "¿Qué hace una diva como tú en una gala como esta?" | Montserrat Caballé, per la seva presència als Goya |
| Especials        | Uno de los nuestros | "Inconscientes"                                     | Juan Madrid, per Tánger                            |
| Especials        | Uno de los nuestros | "Inconscientes"                                     | Ramón de España, per Haz conmigo lo que quieras    |